# Dekanat Jelcz-Laskowice
Dekanat Jelcz-Laskowice – jeden z 33 dekanatów w rzymskokatolickiej archidiecezji wrocławskiej.
Należy do najmłodszych dekanatów w tej archidiecezji. Na jego terenie mieszka ok. 22000 wiernych. Powstał on na mocy dekretu kard. Henryka Gulbinowicza - metropolity wrocławskiego z podziału dekanatu oławskiego 1 października 1988 r. Kolejni dziekani tego dekanatu to: ks. Stanisław Polonis (1988-1990), ks. Witold Gliszczyński (1990-2004), ks. Janusz Nowicki (2004-nadal). W latach 1988–2013 na terenie dekanatu pracowało w sumie 44 kapłanów - proboszczów i wikariuszy. Pierwsza siedziba władz dekanatu znajdowała się w parafii Najświętszej Maryi Panny Królowej Polski w Jelczu - Laskowicach; obecnie znajduje się ona w parafii św. Maksymiliana Kolbego w Jelczu - Laskowicach.
W skład dekanatu wchodzi 9 parafii:
- parafia Najświętszej Maryi Panny Królowej Aniołów → Bystrzyca Oławska
- parafia Podwyższenia Krzyża Świętego → Czernica Wrocławska
- parafia św. Stanisława Biskupa i Męczennika → Jelcz-Laskowice
- parafia św. Maksymiliana Kolbego → Jelcz-Laskowice
- parafia Najświętszej Maryi Panny Królowej Polski → Jelcz-Laskowice
- parafia św. Mikołaja → Miłoszyce
- parafia św. Jana Nepomucena → Minkowice Oławskie
- parafia św. Antoniego Padewskiego → Ratowice
- parafia Narodzenia Najświętszej Maryi Panny → Wójcice